# Оздоев, Джамбулат Эдалгиреевич
Джамбулат Эдалгиреевич Оздоев (род. 18 сентября 1974, Орджоникидзевская, Чечено-Ингушская АССР) — российский ингушский государственный деятель и правозащитник, уполномоченный по правам человека (омбудсмен) в Ингушетии (2010—2020), руководитель Администрации главы и правительства Ингушетии (2020—2024) и директор Ингушского научно-исследовательского института гуманитарных наук (2024—н. в.).

## Биография
Родился 18 сентября 1974 года в станице Орджоникидзевской Сунженского района Чечено-Ингушетии. С отличием окончил орджоникидзевскую среднюю школу № 2.
В 1996 году окончил Пермский государственный университет по специальности «Социальная работа», в 2000 году — по специальности «Юриспруденция». В 2002 году прошёл профессиональную переподготовку в Академии народного хозяйства при правительстве России (ныне РАНХиГС) по программе «Финансы и право».
В 1998—2000 годах работал в Министерстве труда и социального развития Ингушетии, в 2000—2005 годах — в Министерстве экономики Ингушетии. В 2005—2010 годах преподавал в Ингушском государственном университете, занимал должности старшего преподавателя кафедры гражданского права и процесса и декана юридического факультета.
В 2010—2020 годах занимал должность уполномоченный по правам человека (омбудсмен) в Ингушетии. Выдвинут главой Ингушетии Ю.-Б. Б. Евкуровым, одобрен большинством голосов в парламенте Ингушетии. В 2015 году полномочия Оздоева были продлены ещё на пять лет. Издание «Кавказский узел» пишет, что Оздоев «занимался отстаиванием трудовых и жилищных прав; защищал права граждан, пострадавших от действий властей и правоохранительных органов; урегулировал вопросы, связанные с нарушениями прав вынужденных переселенцев».
В 2020—2024 годах являлся руководителем Администрации главы и правительства Ингушетии.
С 2024 года является директором Ингушского научно-исследовательского института гуманитарных наук.

## Награды
- Один из 10 победителей конкурса «Герой Кавказа-2012» (2013), проведённого изданием «Кавказский узел»[1].